# にあんちゃん
『にあんちゃん』は、1958年に初版が出版された安本末子（やすもと すえこ）（1943年2月8日 - ）の著書。在日コリアンである安本が10歳の頃（小学校3年生～小学校5年生）に書いた日記である。

## 概要
昭和28年（1953年）、佐賀県の炭鉱地帯。3歳の時に母を亡くし9歳で父をも失った末子は、炭鉱の臨時雇いの長兄のわずかな稼ぎで兄弟姉妹四人、毎日の糧にもことかく極貧の生活を送っていた。しかしその長兄も会社の首切りに会い失業。四人は炭住を追い出され、一家離散。末子と次兄はつてを頼って他家に居候同然に転がり込むが貧乏はどこも同じであちこちを転々。そんな究極の困難にもめげず、素直なこころと暖かい思いやりを忘れずに熱心に勉強にはげむ末子の日記に、1957年仕事の過労から病床に臥せった長兄が読んで感動。末子の強い反対を押し切って日記帳、全17冊を光文社に送り、神吉出版局長がカッパブックスの一冊として書籍化した。
出版に際し付けられた題名の「にあんちゃん」とは、四人兄妹の次兄である高一（たかいち）を指す。
本項では、同書を原作とするラジオドラマとテレビドラマ、ならびに映画、および記念碑・銅像に関しても記述する。

## 書籍
1958年11月に『にあんちゃん 十才の少女の日記』（にあんちゃん じゅっさいのしょうじょのにっき）として出版され、1959年の出版ニュース社調べによる年間ベストセラーランキングで第1位を記録した。
朝日ジャーナル1966年10月2日号の杉浦明平の解説によると、解説執筆時点での総発行部数は63万部、末子が高校生だった当時に来た手紙が6000通だったそうである。
その後も1975年に光文社から改訂版が出版され、1977年に筑摩書房からちくま少年文庫の一冊として、1978年に講談社から講談社文庫の一冊として、2003年に西日本新聞社から、2010年に角川書店から角川文庫の一冊として発行されている。
佐賀県東松浦郡入野村（現在の唐津市肥前町）を舞台に、第1部は昭和28年（1953年）1月22日から12月2日までを、第2部は昭和29年（1954年）2月25日から9月3日までを綴っている。
- まえがき（安本東石(とうせき)＝喜一(きいち)）（長兄）
- 第一部 お父さんが死んで……
  - 1 兄さん、ねえさん
  - 2 「なんでこんなにお金が…」
  - 3 べんとう
  - 4 大雨の日
  - 5 滝本先生
  - 6 びょうき
  - 7 「ストライキは私の大かたき」
  - 8 首切り
  - 9 わかれ、わかれに……
- 第二部 兄妹四人……
  - 1 友だちのたんじょう日
  - 2 兄さんからの手紙
  - 3 五年生になる
  - 4 人間のうんめい
  - 5 学校の生活
  - 6 どん底に落ちる
  - 7 炭焼き屋に移る（にあんちゃんの日記）
  - 8 「東京へ行こう」（にあんちゃんの日記）
  - 9 にあんちゃん

第三者に日記を見せる意図は全くなかったため、タイトルはすべて編集者が付けたものである。版により、筆者が中学1年生の時に眼の怪我のために入院した時に書いた「入院日記」を付け加えたものがある。最新の角川書店版では前掲の杉浦明平が書いた解説と、「絶対的に甘く美味いぜんざいの存在」と題する崔洋一の一文が付してある。

## 書籍 （韓国版）
同書は韓国でも数種類が翻訳出版されていて過去に10万部を売り、近年もサナ社から挿絵大小約40枚を散りばめた新刊（タイトル「あんちゃん」（「니안짱」））が刊行された。
過去の韓国語の訳本のタイトルは「クル・ムン・フルゴ（雲は流れて）」である。

## ラジオドラマ
1959年1月15日から2月27日まで、いち早くNHKで筒井敬介脚色による連続ラジオドラマとして夕方6時台の子どもの時間に放送され、本書が爆発的に売れるきっかけとなった。

## テレビドラマ

### 1959年版
『にあんちゃん 十才の少女の日記』というタイトルで、1959年2月27日（金曜） 22:00 - 22:45 にKRテレビ（現・TBS）製作・三洋電機提供の『サンヨーテレビ劇場』で放送。

#### スタッフ
- 原作：安本末子
- 脚本：田井洋子
- 演出：岡本泰彦

#### 出演者
- 内藤武敏
- 仲谷昇
- 殿山泰司
- 奈良岡朋子
- 浅野寿々子
- 高田敏江

### 1960年版
1960年11月27日から同年12月11日までフジテレビ製作・富士電機提供の『富士ホーム劇場』で放送。全3回。放送時間は毎週日曜 19:30 - 20:00。

#### スタッフ
- 原作：安本末子
- 脚本：松田暢子
- 演出：島田親一

#### 出演者
- 二木てるみ
- 福田豊土
- 山崎左度子
- 渡辺篤史
- 富田浩太郎
- 瀬良明

| KRテレビ サンヨーテレビ劇場                     | KRテレビ サンヨーテレビ劇場                      | KRテレビ サンヨーテレビ劇場                  |
| 前番組                                          | 番組名                                           | 次番組                                       |
| ----------------------------------------------- | ------------------------------------------------ | -------------------------------------------- |
| 燃えろ燃えろ （1959年2月27日）                  | にあんちゃん 十才の少女の日記 （1959年2月27日）  | 遺留品 （1959年3月6日）                      |
| フジテレビ 富士ホーム劇場                       |                                                  |                                              |
| つづり方兄妹 （1960年11月6日 - 1960年11月20日） | にあんちゃん （1960年11月27日 - 1960年12月11日） | ともしび （1960年12月18日 - 1960年12月25日） |

## 映画

### 概要
1959年10月28日公開の日本映画。日活が製作・配給した。今村昌平監督。
今村と池田一朗が脚色し、今村が映画化した。
映画製作時には作品の舞台となる佐賀県の大鶴炭鉱が閉山されていたので、実際の撮影は海を挟んだ対岸の長崎県福島（当時は福島町、現在の松浦市）にある福島鉱業所鯛之鼻炭鉱でロケが行われた。映画では鯛之鼻ではなく鶴之鼻炭鉱になっている。
昭和28年（1953年）頃の小さな炭鉱町を舞台に、両親を亡くした4人の兄妹が貧しくても懸命に生きる姿を重厚なリアリズムで描いている。
この作品で今村は文部大臣賞を受賞しているが、今村はこの映画はやりたい企画ではなく、文部大臣賞の受賞については健全な映画を撮ったことに反省したという。第33回キネマ旬報ベスト・テン第3位。

### スタッフ
- 監督：今村昌平
- 脚本：今村昌平、池田一朗
- 原作：安本末子
- 企画：坂上静翁
- 撮影：姫田真佐久
- 音楽：黛敏郎
- 美術：中村公彦
- 照明：岩木保夫
- 録音：橋本文雄
- 編集：丹治睦夫
- 助監督：浦山桐郎
- 協力：中興鉱業株式会社、福島鉱業所鯛之鼻炭鉱

### 出演者
- 安本東石（喜一）：長門裕之

安本家の長男。鉱山で働いていたが首になり、辺見の紹介で長崎の工場で働く。
- 堀かな子：吉行和子

保健婦。西脇にレントゲン写真を撮らせようと説得する。
- 松岡亮一：二谷英明

かな子の婚約者。
- 安本高一：沖村武

安本家の次男。妹のためにいりこ屋でアルバイトをしたり、東京に働きに行こうとする。
- 安本末子：前田暁子

安本家の次女。物語は彼女の視点から描かれている。
- 安本良子：松尾嘉代

安本家の長女。精肉店で働いている。
- 坂田の婆：北林谷栄

ポン引きのようなことをしている。安本家の父の出棺の時にアイゴーと泣く真似をしている。
- 坂井：芦田伸介

炭鉱の労務課長。辺見とは旧友である。
- 北村五郎：西村晃

炭鉱の共同浴場の風呂焚き。
- 金山春夫：小沢昭一

炭鉱の労働者。浪花節が上手い。
- 辺見源五郎：殿山泰司

炭鉱の労働者。安本の父の仕事仲間。事故で足を怪我する。
- 鉱業所長：山内明
- 閔さん：大森義夫

安本の父に世話になった男。
- 正禹：高木均

炭鉱の労働者。
- かな子の母親：賀原夏子
- 西脇せい：山岡久乃

西脇の妻。かな子にレントゲンや生活保護はいらんと怒鳴る。
- 桐野先生：穂積隆信

小学校の教諭。
- 西脇：浜村純

かな子からレントゲンを撮れと説得されている。子供が赤痢で亡くなり、自殺する。
- 曽我：垂水悟郎

炭鉱の坑夫。
- 精肉店主：松本染升

良子を雇っている。
- 坂田義雄：福原秀雄

坂田の婆の倅。
- 労務幹部：加原武門
- 閔の妻：牧よし子
- 源五郎の妻たつ：辻伊万里
- 自転車店員：高原駿雄
- 自転車店長：河上信夫
- 西河：大滝秀治

いりこ屋の主人。高一をアルバイトとして雇う。
- 義雄の妻花子：高山千草
- 北村の妻菊枝：田中敬子
- 保健所係長前田：日野道夫
- 榎木兵衛（クレジットでは榎本兵衛になっている）

## 映画 （韓国版）

### 「雲は流れても（구름은 흘러도）」
1959年の韓国映画。同国の田舎を舞台に映画化された。
日本映画以上に原作からアレンジされている。

#### スタッフ
- 監督：ユ・ヒョンモク
- 原作：安本末子
- 脚色：キム・ジフン

#### 出演者
- キム・ヨンオク
- パク・クァンス
- オム・エンナン
- バクソンデ
- 他

## 記念碑・銅像
2001年11月、かつて著者が学んだ入野小学校大鶴分校の跡地に、同級生有志の手により、「にあんちゃんの里」の記念碑、および著者とにあんちゃんの銅像（ブロンズ像）が建てられた。

## 参考外部リンク
- 唐津市立入野小学校ホームページ 「にあんちゃん」（著作権の関係からか当初あった著者の写真は削除されている）
- 幻想館 映画評「にあんちゃん」
- 姜文姫「1950年代における炭鉱記録としての映画『にあんちゃん』の日韓比較」『Cultures/critiques= 文化/批評』第9号、国際日本学研究会、2018年9月、83-96頁、ISSN 1882-7411、NAID 120006842807。
- 奥村華子「『にあんちゃん』論 : 日記における自己検閲を巡って」（PDF）『跨境 : 日本語文学研究』第6巻、高麗大学校日本研究センター、2018年、185-202頁、ISSN 2383-5222、NAID 40021639639。
- 「にあんちゃん」の衝撃 歴史学者 藤野豊「聖教」浅きを去って深きに就く 2017-10-1